# Anthroherpon cylindricollis
Espèce
Anthroherpon cylindricollis, aussi orthographié Antroherpon, est une espèce de coléoptères de la famille des Leiodidae.

## Liste de sous-espèces
Selon Fauna Europaea :
- sous-espèce Anthroherpon cylindricollis cylindricollis
- sous-espèce Anthroherpon cylindricollis scaphium
- sous-espèce Anthroherpon cylindricollis thoracicum